# Bruce Hopkins
Pour les articles homonymes, voir Hopkins.
Bruce Hopkins est un acteur néo-zélandais, né le 25 novembre 1955 à Invercargill. Il est surtout connu pour avoir joué Gamlin dans la trilogie du Seigneur des anneaux réalisée par Peter Jackson, et pour être le voix du vilain alien Choobo dans la série Power Rangers : Force Cyclone. Il a aussi, avec Bruce Hirst, fondé ActionActors, une agence de travail temporaire dédiée aux acteurs.
Né à Invercargill, il est le fils de Colleen Marguerite et de Bill Hopkins, un pêcheur d'écrevisses. Avant de se dédier à la carrière d'acteur, il a été pêcheur d'écrevisses et professeur d'éducation physique. Il a travaillé comme danseur professionnel, acteur de théâtre, de cinéma et de télévision, et présentateur radio.